# Torneo femenino de waterpolo en los Juegos Olímpicos de París 2024
El torneo femenino de waterpolo en los Juegos Olímpicos de París 2024 se realizó en el Paris La Défense Arena en Nanterre entre el 27 de julio y el 10 de agosto de 2024.

## Clasificación
| Competición                 | Fecha                                  | Sede                        | Plazas | Equipos clasificados |
| --------------------------- | -------------------------------------- | --------------------------- | ------ | -------------------- |
| País anfitrión              | –                                      | –                           | 1      | Francia              |
| Campeonato Mundial          | 16 – 28 de julio de 2023               | Fukuoka ( Japón)            | 2      | España Países Bajos  |
| Oceanía                     | 11 – 12 de agosto de 2023              | Auckland ( Nueva Zelanda)   | 1      | Australia            |
| Juegos Asiáticos            | 2 – 7 de octubre de 2023               | Hangzhou ( China)           | 1      | Japón                |
| Juegos Panamericanos        | 30 de octubre – 4 de noviembre de 2023 | Santiago · ( Chile)         | 1      | Estados Unidos       |
| Campeonato Europeo          | 5 – 13 de enero de 2024                | Eindhoven · ( Países Bajos) | 1      | Grecia               |
| Campeonato Mundial          | 4 – 16 de febrero de 2024              | Doha ( Catar)               | 2      | Hungría Italia       |
| Campeonato Mundial – África | 4 – 16 de febrero de 2024              | Doha ( Catar)               | 1      | Sudáfrica            |
| TOTAL                       |                                        |                             | 10     | 10                   |

## Fase de grupos

### Grupo A
| Pos. | Equipos      | PJ | PG | PE | PP | GF | GC | Dif. | Pts. |
| ---- | ------------ | -- | -- | -- | -- | -- | -- | ---- | ---- |
| 1    | Australia    | 4  | 3  | 1  | 0  | 32 | 26 | 6    | 10   |
| 2    | Países Bajos | 4  | 3  | 0  | 1  | 59 | 45 | 14   | 9    |
| 3    | Hungría      | 4  | 2  | 1  | 1  | 46 | 37 | 9    | 7    |
| 4    | Canadá       | 4  | 1  | 0  | 3  | 37 | 49 | -12  | 3    |
| 5    | China        | 4  | 0  | 0  | 4  | 34 | 51 | -17  | 0    |

| 27 de julio de 2024, 14:00 | Países Bajos | 10:8                   | Hungría | Paris La Défense Arena, Paris |  |
|                            |              | ( 4:2, 0:1, 2:3, 4:2 ) |         |                               |  |

| 27 de julio de 2024, 20:05 | Australia | 7:5                    | China | Paris La Défense Arena, Paris |  |
|                            |           | ( 3:2, 2:1, 0:0, 2:2 ) |       |                               |  |

| 29 de julio de 2024, 18:30 | China | 11:15                  | Países Bajos | Paris La Défense Arena, Paris |  |
|                            |       | ( 4:1, 4:4, 1:5, 2:5 ) |              |                               |  |

| 29 de julio de 2024, 20:05 | Hungría | 12:7                   | Canadá | Paris La Défense Arena, Paris |  |
|                            |         | ( 4:1, 3:3, 1:1, 4:2 ) |        |                               |  |

| 31 de julio de 2024, 14:00 | Países Bajos | 14:15                  | Australia | Paris La Défense Arena, Paris |  |
|                            |              | ( 3:1, 1:2, 1:3, 2:1 ) |           |                               |  |

| 31 de julio de 2024, 15:35 | Canadá | 12:7                   | China | Paris La Défense Arena, Paris |  |
|                            |        | ( 4:0, 1:3, 4:1, 3:3 ) |       |                               |  |

| 2 de agosto de 2024, 14:00 | Australia | 10:7                   | Canadá | Paris La Défense Arena, Paris |  |
|                            |           | ( 1:1, 3:1, 5:2, 1:3 ) |        |                               |  |

| 2 de agosto de 2024, 20:05 | China | 11:17                  | Hungría | Paris La Défense Arena, Paris |  |
|                            |       | ( 4:3, 3:5, 2:4, 2:5 ) |         |                               |  |

| 4 de agosto de 2024, 14:00 | Hungría | 12:14                  | Australia | Paris La Défense Arena, Paris |  |
|                            |         | ( 1:1, 2:2, 2:3, 4:3 ) |           |                               |  |

| 4 de agosto de 2024, 18:30 | Canadá | 11:20                  | Países Bajos | Paris La Défense Arena, Paris |  |
|                            |        | ( 4:5, 2:6, 3:4, 2:5 ) |              |                               |  |

### Grupo B
| Pos. | Equipos        | PJ | PG | PE | PP | GF | GC | Dif. | Pts. |
| ---- | -------------- | -- | -- | -- | -- | -- | -- | ---- | ---- |
|      | España         | 4  | 4  | 0  | 0  | 51 | 36 | 15   | 12   |
|      | Estados Unidos | 4  | 3  | 0  | 1  | 53 | 27 | 26   | 9    |
|      | Grecia         | 4  | 1  | 0  | 3  | 33 | 38 | -5   | 3    |
|      | Italia         | 4  | 1  | 0  | 3  | 34 | 42 | -8   | 3    |
|      | Francia        | 4  | 1  | 0  | 3  | 24 | 51 | -27  | 3    |

| 27 de julio de 2024, 15:35 | Grecia | 6:15                   | Estados Unidos | Paris La Défense Arena, Paris |  |
|                            |        | ( 1:1, 2:4, 1:2, 1:1 ) |                |                               |  |

| 27 de julio de 2024, 18:30 | España | 15:6                    | Francia | Paris La Défense Arena, Paris |  |
|                            |        | ( 2:5, 1:9, 1:5, 0:10 ) |         |                               |  |

| 29 de julio de 2024, 14:00 | Francia | 9:8                    | Italia | Paris La Défense Arena, Paris |  |
|                            |         | ( 3:3, 2:5, 5:2, 5:2 ) |        |                               |  |

| 29 de julio de 2024, 15:35 | Estados Unidos | 11:13                  | España | Paris La Défense Arena, Paris |  |
|                            |                | ( 4:2, 2:2, 3:2, 5:3 ) |        |                               |  |

| 31 de julio de 2024, 18:30 | Italia | 3:10                   | Estados Unidos | Paris La Défense Arena, Paris |  |
|                            |        | ( 5:1, 4:0, 4:0, 8:0 ) |                |                               |  |

| 31 de julio de 2024, 20:05 | España | 10:8                   | Grecia | Paris La Défense Arena, Paris |  |
|                            |        | ( 2:3, 3:2, 3:2, 6:6 ) |        |                               |  |

| 2 de agosto de 2024, 15:35 | Grecia | 8:12                   | Italia | Paris La Défense Arena, Paris |  |
|                            |        | ( 3:4, 0:2, 2:2, 3:4 ) |        |                               |  |

| 2 de agosto de 2024, 18:30 | Estados Unidos | 17:5                   | Francia | Paris La Défense Arena, Paris |  |
|                            |                | ( 3:1, 4:2, 6:2, 4:0 ) |         |                               |  |

| 4 de agosto de 2024, 15:35 | Italia | 11:13                  | España | Paris La Défense Arena, Paris |  |
|                            |        | ( 4:4, 4:3, 3:2, 5:3 ) |        |                               |  |

| 4 de agosto de 2024, 20:05 | Francia | 4:11                   | Grecia | Paris La Défense Arena, Paris |  |
|                            |         | ( 1:0, 6:1, 4:0, 3:0 ) |        |                               |  |

## Fase final
|  | Quinto puesto  | Quinto puesto  |              |        | Crossover      | Crossover   |                |             | Cuartos de final | Cuartos de final |              |           | Semifinales   | Semifinales   |  |  | Final        | Final        |
|  |                |                |              |        |                |             |                |             |                  |                  |              |           |               |               |  |  |              |              |
|  |                |                |              |        |                |             |                |             | 6 de agosto      |                  |              |           |               |               |  |  |              |              |
|  |                |                |              |        |                |             |                |             |                  |                  |              |           |               |               |  |  |              |              |
|  | 10 de agosto   | 10 de agosto   |              |        | 8 de agosto    | 8 de agosto |                |             | Australia        | 9                |              |           | 8 de agosto   | 8 de agosto   |  |  | 10 de agosto | 10 de agosto |
|  | 10 de agosto   | 10 de agosto   |              |        | 8 de agosto    | 8 de agosto |                |             | Australia        | 9                |              |           | 8 de agosto   | 8 de agosto   |  |  | 10 de agosto | 10 de agosto |
|  | 10 de agosto   | 10 de agosto   |              |        | 8 de agosto    | 8 de agosto | Grecia         | 6           |                  |                  |              |           | 8 de agosto   | 8 de agosto   |  |  | 10 de agosto | 10 de agosto |
|  | 10 de agosto   | 10 de agosto   |              | Grecia | 9              |             | Grecia         | 6           |                  |                  |              | Australia | 14            |               |  |  | 10 de agosto | 10 de agosto |
|  | 10 de agosto   | 10 de agosto   | 6 de agosto  | Grecia | 9              |             |                |             |                  |                  |              | Australia | 14            |               |  |  | 10 de agosto | 10 de agosto |
|  | 10 de agosto   | 10 de agosto   |              |        | Hungría        | 12          |                |             | Estados Unidos   | 13               |              |           |               |               |  |  | 10 de agosto | 10 de agosto |
|  | 10 de agosto   | 10 de agosto   | Hungría      | 4      | Hungría        | 12          |                |             | Estados Unidos   | 13               |              |           |               |               |  |  | 10 de agosto | 10 de agosto |
|  | 10 de agosto   | 10 de agosto   | Hungría      | 4      |                |             |                |             |                  |                  |              |           |               |               |  |  | 10 de agosto | 10 de agosto |
|  | 10 de agosto   | 10 de agosto   |              |        | Estados Unidos | 5           |                |             |                  |                  |              |           |               |               |  |  | 10 de agosto | 10 de agosto |
|  | Hungría        | 15             |              |        | Estados Unidos | 5           | Australia      | 9           |                  |                  |              |           |               |               |  |  |              |              |
|  | Hungría        | 15             | 6 de agosto  |        |                |             | Australia      | 9           |                  |                  |              |           |               |               |  |  |              |              |
|  | Italia         | 12             |              |        | España         | 11          |                |             |                  |                  |              |           |               |               |  |  |              |              |
|  | Italia         | 12             | Países Bajos | 11     | España         | 11          |                |             |                  |                  |              |           |               |               |  |  |              |              |
|  |                |                | Países Bajos | 11     | 8 de agosto    | 8 de agosto | 8 de agosto    | 8 de agosto |                  |                  |              |           |               |               |  |  |              |              |
|  |                |                | Italia       | 8      | 8 de agosto    | 8 de agosto | 8 de agosto    | 8 de agosto |                  |                  |              |           |               |               |  |  |              |              |
|  | Séptimo puesto | Séptimo puesto | Italia       | 8      | Italia         | 10          |                |             |                  |                  | Países Bajos | 18        | Tercer puesto | Tercer puesto |  |  |              |              |
|  | Séptimo puesto | Séptimo puesto | 6 de agosto  |        | Italia         | 10          |                |             |                  |                  | Países Bajos | 18        | Tercer puesto | Tercer puesto |  |  |              |              |
|  | 10 de agosto   | 10 de agosto   |              |        | Canadá         | 5           |                |             | España           | 19               |              |           | 10 de agosto  | 10 de agosto  |  |  |              |              |
|  | Grecia         | 19             | Canadá       | 8      | Canadá         | 5           | Estados Unidos | 10          | España           | 19               |              |           |               |               |  |  |              |              |
|  | Grecia         | 19             | Canadá       | 8      |                |             | Estados Unidos | 10          |                  |                  |              |           |               |               |  |  |              |              |
|  | Canadá         | 10             |              |        | España         | 18          |                |             | Países Bajos     | 11               |              |           |               |               |  |  |              |              |
|  | Canadá         | 10             |              |        | España         | 18          |                |             | Países Bajos     | 11               |              |           |               |               |  |  |              |              |

### Cuartos de final
| 6 de agosto de 2024, 14:00 | Canadá | 8:18                   | España | Paris La Défense Arena, Paris |  |
|                            |        | ( 2:6, 2:4, 0:3, 4:5 ) |        |                               |  |

| 6 de agosto de 2024, 15:35 | Países Bajos | 11:8                   | Italia | Paris La Défense Arena, Paris |  |
|                            |              | ( 2:2, 3:2, 1:1, 5:3 ) |        |                               |  |

| 6 de agosto de 2024, 19:00 | Australia | 9:6                    | Grecia | Paris La Défense Arena, Paris |  |
|                            |           | ( 1:0, 3:3, 2:1, 3:2 ) |        |                               |  |

| 6 de agosto de 2024, 20:35 | Hungría | 4:5                    | Estados Unidos | Paris La Défense Arena, Paris |  |
|                            |         | ( 2:1, 0:2, 2:1, 0:1 ) |                |                               |  |

### Semifinales 5º - 8º puesto
| 8 de agosto de 2024, 13:00 | Italia | 10:5                   | Canadá | Paris La Défense Arena, Paris |  |
|                            |        | ( 1:1, 4:1, 1:3, 4:0 ) |        |                               |  |

| 8 de agosto de 2024, 18:00 | Grecia | 9:12                   | Hungría | Paris La Défense Arena, Paris |  |
|                            |        | ( 2:1, 2:3, 3:4, 2:4 ) |         |                               |  |

### Semifinales
| 8 de agosto de 2024, 14:35 | Países Bajos | 18:19                       | España | Paris La Défense Arena, Paris |  |
|                            |              | ( 1:6, 4:4, 6:1, 3:3, 4:5 ) |        |                               |  |

| 8 de agosto de 2024, 19:35 | Australia | 14:13                       | Estados Unidos | Paris La Défense Arena, Paris |  |
|                            |           | ( 1:2, 1:3, 4:2, 2:1, 6:5 ) |                |                               |  |

### Partido por el séptimo puesto
| 10 de agosto de 2024, 09:00 | Canadá | 10:19                  | Grecia | Paris La Défense Arena, Paris |  |
|                             |        | ( 2:2, 3:5, 2:5, 3:7 ) |        |                               |  |

### Partido por el quinto puesto
| 10 de agosto de 2024, 14:00 | Italia | 12:15                       | Hungría | Paris La Défense Arena, Paris |  |
|                             |        | ( 3:3, 4:5, 2:0, 2:3, 1:4 ) |         |                               |  |

### Partido por la medalla de bronce
| 10 de agosto de 2024, 10:35 | Países Bajos | 11:10                  | Estados Unidos | Paris La Défense Arena, Paris |  |
|                             |              | ( 2:3, 1:4, 3:2, 5:1 ) |                |                               |  |

### Final
| 10 de agosto de 2024, 19:35 | España | 11:9                   | Australia | Paris La Défense Arena, Paris |  |
|                             |        | ( 2:2, 1:0, 4:3, 4:4 ) |           |                               |  |